# Шарыповский округ
Шары́повский о́круг — административно-территориальная единица (округ), в западной части Красноярского края России.
В рамках организации местного самоуправления муниципальное образование Шарыповский муниципальный округ.
Административный центр — город Шарыпово (в состав не входит).

## География
Протяжённость с юга на север составляет 110 километров, с востока на запад — 75 километров. Площадь территории — 3764 км².
Сопредельные территории:
- север: Боготольский район
- восток: Назаровский и Ужурский районы Красноярского края
- юг: Республика Хакасия
- запад и северо-запад: Кемеровская область.

По территории района протекает река Урюп (приток Чулыма) и её притока Береш (где расположено Берёзовское водохранилище). Также здесь расположены озёра Белое, Большое и Малое.

## История
6 января 2020 года Шарыповский муниципальный район и все входившие в его состав сельские поселения были упразднены, сельские советы депутатов и администрации поселений прекратили своё существование, создан Шарыповский муниципальный округ, переходный период до 1 января 2021 года. На уровне административно-территориального устройства соответствующий район был преобразован в Шарыповский округ со 2 августа 2021 года.

## Население
| 2002    | 2009    | 2010    | 2011    | 2012    | 2013    | 2014    |
| ------- | ------- | ------- | ------- | ------- | ------- | ------- |
| 17 775  | ↗18 017 | ↘15 109 | ↘15 020 | ↗15 131 | ↗15 149 | ↗15 197 |
| 2015    | 2016    | 2017    | 2018    | 2019    | 2021    |         |
| ↘14 777 | ↘14 564 | ↘14 447 | ↘14 176 | ↘14 067 | ↘12 078 |         |

Всё население проживает в сельских условиях.

## Населённые пункты
| №  | Населённый пункт | Тип     | Население |
| -- | ---------------- | ------- | --------- |
| 1  | Ажинское         | село    | 404       |
| 2  | Александровка    | деревня | 126       |
| 3  | Базыр            | деревня | 6         |
| 4  | Береш            | село    | 438       |
| 5  | Белоозёрка       | деревня | 276       |
| 6  | Берёзовское      | село    | 1658      |
| 7  | Большое Озеро    | село    | 337       |
| 8  | Глинка           | деревня | 165       |
| 9  | Гляден           | деревня | 647       |
| 10 | Горбы            | деревня | 243       |
| 11 | Гудково          | деревня | 177       |
| 12 | Дубинино         | село    | 399       |
| 13 | Едет             | деревня | 266       |
| 14 | Ершово           | деревня | 242       |
| 15 | Ивановка         | село    | 770       |
| 16 | Инголь           | посёлок | 500       |
| 17 | Киргисуль        | деревня | 5         |
| 18 | Косонголь        | деревня | 19        |
| 19 | Косые Ложки      | деревня | 135       |
| 20 | Крутоярский      | посёлок | 143       |
| 21 | Линёво           | деревня | 158       |
| 22 | Малое Озеро      | село    | 363       |
| 23 | Можары           | деревня | 173       |
| 24 | Никольск         | село    | 196       |
| 25 | Ораки            | село    | 349       |
| 26 | Новоалтатка      | село    | 828       |
| 27 | Новокурск        | деревня | 273       |
| 28 | Парная           | село    | 1142      |
| 29 | Родники          | село    | 902       |
| 30 | Росинка          | деревня | 148       |
| 31 | Сартачуль        | деревня | 78        |
| 32 | Скрипачи         | деревня | 292       |
| 33 | Сорокино         | деревня | 114       |
| 34 | Скворцово        | деревня | 190       |
| 35 | Темра            | село    | 357       |
| 36 | Усть-Парная      | деревня | 95        |
| 37 | Холмогорское     | село    | 2028      |
| 38 | Шушь             | посёлок | 84        |
| 39 | Шушь             | село    | 379       |
| 40 | Юферовское       | посёлок | 4         |

## Местное самоуправление
Шарыповский окружной Совет депутатов
Дата формирования: 13.09.2020. Срок полномочий: 5 лет. Состоит из 17 депутатов.
ПредседательВаржинская Татьяна Викторовна.
Глава Шарыповского района
- Качаев Геннадий Викторович. Дата избрания: 16.11.2020. Срок полномочий: 5 лет.

Территориальные подразделения администрации
- Берёзовское
- Ивановское
- Новоалтатское
- Парнинское
- Родниковское
- Холмогорское
- Шушенское

## Экономика
В экономике округа представлено в основном сельское хозяйство (выращивание зерновых и мясо-молочное животноводство).
Район является значительным элементом топливно-энергетического комплекса края — здесь действует крупное угледобывающее предприятие ОАО «Разрез Берёзовский-1» (4,9 млн т/год), являющееся поставщиком топлива на Берёзовскую ГРЭС.

## Культура
Крупнейшее местное СМИ — еженедельник «Твой Шанс», телерадиокомпания «Шанс», газета «Огни Сибири». В Шарыповском районе 34 учреждения культурно-досугового типа, 30 библиотек, 1 школа искусств.

## Социальная инфраструктура
- Краевое государственное бюджетное учреждение социального обслуживания «Шарыповский психоневрологический интернат» (Красноярский край, Шарыповский район, д. Гляден, ул. Гагарина 10)